# بونوبو (حاسوب)
بونوبو هو نموذج لإنشاء مكونات برمجية قابلة للاستخدام بشكل متكرر وكذلك إنشاء مستندات مركبة. تم إنشاءه من قبل شركة زيميان (حالياً جزء من نوفل) من اجل الوثائق المركبة المستخدمة في جنوم.
تم تصميم بونوبو ليلبي متطلبات مجتمع البرمجيات الحرة في مجال تطوير التطبيقات واسعة النطاق. تم استيحاءه من تقنية OLE التي صممتها مايكروسوفت حيث انه مشابه له من عدة نواحي. مكونات بونوبو تماثل KParts في كدي. إن بونوبو مبني على هيكلية كوربا. يمكن استخدام بونوبو (على سبيل المثال) لتضمين مكون إتش.تي.إم.إل لعرض نص معين أو
تضمين رسوميات متجهية متغيرة لعرض إحصائيات مشتقة من قاعدة بيانات.